# Bzovík
Bzovík es un municipio del distrito de Krupina en la región de Banská Bystrica, Eslovaquia, con una población estimada a final del año 2024 de 1116 habitantes.
Se encuentra ubicado al oeste de la región, sobre los montes Centrales Eslovacos (Cárpatos occidentales), a poca distancia al sur del río Hron —un afluente izquierdo del Danubio— y al este de la región de Nitra.

## Demografía
| Año        | 1994 | 2004     | 2014    | 2024    |
| ---------- | ---- | -------- | ------- | ------- |
| Población  | 924  | 1048     | 1148    | 1116    |
| Diferencia |      | +13,41 % | +9,54 % | −2,78 % |

| Año        | 2023 | 2024    |
| ---------- | ---- | ------- |
| Población  | 1119 | 1116    |
| Diferencia |      | −0,26 % |